# Xhosa (peuple)
Cet article concerne le peuple. Pour la langue, voir xhosa (langue).
- 0–20 %
- 20–40 %
- 40–60 %
- 60–80 %
- 80–100 %

Les Xhosa (prononcé [ǁʰɔsɑ] ) sont un peuple d'Afrique du Sud parlant le xhosa et se désignant sous le nom d'amaXhosa.

## Ethnonymie
| Singulier (une personne xhosa) | umXhosa  |
| Pluriel (le peuple xhosa)      | amaXhosa |
| Langue (la langue xhosa)       | isiXhosa |

## Répartition géographique
Les Xhosa sont principalement présents dans l'est de l'Afrique du Sud et notamment dans la province du Cap-Oriental.

## Histoire
Les Xhosa sont issus de populations originaires de la région des Grands Lacs ayant migré progressivement en direction du sud tout en repoussant les chasseurs khoïsan. Lorsque les Néerlandais colonisent le sud de l'Afrique au XVIIe siècle, les Xhosa sont bien établis dans l'est de l'actuelle Afrique du Sud.
En février 1856, Nongqawuse, une jeune adolescente, affirma que les esprits lui avaient dit que la puissance des Xhosas serait restaurée et les Blancs chassés si le peuple Xhosa consentait à abattre tout son troupeau, à brûler ses récoltes et à détruire ses réserves alimentaires. À la date annoncée de la résurrection des morts pour la pleine lune, le 16 août 1856, la prédiction ne se réalisa pas. Une terrible famine s'abattit sur la région au début du printemps 1857. La population fut affamée, réduite à manger la nourriture des chevaux, de l'herbe, des racines, des écorces de mimosa. Certains s'adonnèrent au cannibalisme.
Avec l'apartheid au XXe siècle, deux bantoustans, le Transkei et le Ciskei, sont créés pour les Xhosa. Leur indépendance est proclamée par l'Afrique du Sud mais non reconnue par la communauté internationale et ils seront réintégrés dans la nouvelle province du Cap-Oriental en 1994.

## Culture
Les Xhosa sont majoritairement chrétiens ou pratiquants de leur religion traditionnelle. Ils parlent le xhosa mais aussi l'anglais, le zoulou et l'afrikaans.

## Personnalités xhosas
Parmi les personnalités d'origine xhosa figurent la chanteuse Miriam Makeba, l'ancien président Nelson Mandela, l'archevêque Desmond Tutu, l'ancien président Thabo Mbeki et l'écrivaine Sindiwe Magona, les chanteuses Brenda Fassie et Zahara, l'acteur et humoriste Trevor Noah, le capitaine de l'équipe d'Afrique du Sud championne du monde de rugby en 2019, Siya Kolisi.

## Honneur
L'astéroïde (1506) Xosa est nommé en leur honneur.